# Liang Chen
Liang Chen (en chino, 梁晨; pinyin, Liáng Chén; nacida el 25 de febrero de 1989 en Xuzhou) es una tenista china.

## Títulos WTA (6; 0+6)

### Dobles (6)
| Leyenda                    |
| Grand Slam (0)             |
| Juegos Olímpicos (0)       |
| WTA Tour Championships (0) |
| WTA Elite Trophy (1)       |
| Premier Mandatory (0)      |
| Premier 5 (0)              |
| Premier (0)                |
| International (5)          |

| N.º | Fecha                    | Torneo       | Superficie    | Pareja           | Oponentes en la final           | Resultado           |
| --- | ------------------------ | ------------ | ------------- | ---------------- | ------------------------------- | ------------------- |
| 1.  | 20 de septiembre de 2014 | Guangzhou    | Dura          | Chia-Jung Chuang | Alizé Cornet Magda Linette      | 2-6, 7-6(3), [10-7] |
| 2.  | 8 de marzo de 2015       | Kuala Lumpur | Dura          | Yafan Wang       | Yulia Beiguelzimer Olga Savchuk | 4-6, 6-3, [10-4]    |
| 3.  | 23 de mayo de 2015       | Estrasburgo  | Tierra batida | Chia-Jung Chuang | Nadia Kichenok Saisai Zheng     | 4-6, 6-4 [12-10]    |
| 4.  | 8 de noviembre de 2015   | Elite Trophy | Dura (i)      | Yafan Wang       | Anabel Medina Arantxa Parra     | 6-4, 6-3            |
| 5.  | 7 de agosto de 2016      | Nanchang     | Dura          | Lu Jingjing      | Shuko Aoyama Makoto Ninomiya    | 3-6, 7-6(2) [13-11] |
| 6.  | 29 de agosto de 2018     | Estambul     | Tierra batida | Shuai Zhang      | Xenia Knoll Anna Smith          | 6-4, 6-4            |

#### Finalista (5)
| N.º | Fecha                    | Torneo           | Superficie    | Pareja           | Oponentes en la final                 | Resultado        |
| --- | ------------------------ | ---------------- | ------------- | ---------------- | ------------------------------------- | ---------------- |
| 1.  | 10 de enero de 2015      | Shenzhen         | Dura          | Yafan Wang       | Liudmila Kichenok Nadia Kichenok      | 4-6, 6-7(6)      |
| 2.  | 29 de agosto de 2015     | New Haven        | Dura          | Chia-Jung Chuang | Julia Görges Lucie Hradecká           | 3-6, 1-6         |
| 3.  | 6 de marzo de 2016       | Kuala Lumpur     | Dura          | Yafan Wang       | Varatchaya Wongteanchai Zhaoxuan Yang | 6-4, 4-6, [7-10] |
| 4.  | 21 de mayo de 2016       | Estrasburgo      | Tierra batida | María Irigoyen   | Anabel Medina Arantxa Parra           | 2-6, 0-6         |
| 5.  | 24 de septiembre de 2016 | Tokio (Pacífico) | Dura          | Zhaoxuan Yang    | Sania Mirza Barbora Strýcová          | 1-6, 1-6         |

## Títulos WTA 125s

### Dobles (1)
| N.º | Fecha                   | Torneos | Superficie | Pareja     | Oponentes en la final                 | Resultado |
| --- | ----------------------- | ------- | ---------- | ---------- | ------------------------------------- | --------- |
| 1.  | 15 de noviembre de 2015 | Hua Hin | Dura       | Yafan Wang | Varatchaya Wongteanchai Yang Zhaoxuan | 6-3, 6-4  |